# Bodonhely, Győr-Moson-Sopron
Bodonhely  este un sat în districtul Csorna, județul Győr-Moson-Sopron, Ungaria, având o populație de 293 de locuitori (2011). 

## Demografie
Componența etnică a satului Bodonhely
     Maghiari (100%)
Componența confesională a satului Bodonhely
     Luterani (11,95%)
     Fără religie (1,71%)
     Reformați (1,02%)
     Necunoscută (85,32%)
Conform recensământului din 2011, satul Bodonhely avea 293 de locuitori. Din punct de vedere etnic, majoritatea locuitorilor (100,0%) erau maghiari. Nu există o religie majoritară, locuitorii fiind luterani (11,95%), persoane fără religie (1,71%) și reformați (1,02%). Pentru 85,32% din locuitori nu este cunoscută apartenența confesională.